# Ambitious! 有點野心也不錯
「Ambitious! 有點野心也不錯」（Ambitious! 野心的でいいじゃん）是日本的女子偶像組合「早安少女組。」的第30张单曲。2006年6月21日由zetima发售。

## 概要
- 「Ambitious! 有點野心也不錯」是早安少女組。五期成員紺野朝美和小川麻琴的畢業單曲。
- 此單曲有3個版本，分別有「初回生産限定盤A」、「初回生産限定盤B」和「CD ONLY」。「初回生産限定盤A」收錄了早安少女組。Concert Tour 2006春 ～Rainbow Seven～的片段。
- 在7月3日於公信榜单曲週排行榜取得第4位。
- 在第57回NHK紅白歌合戰以組曲形式演唱（向前走 + Ambitious! 有點野心也不錯）。

## 收錄内容

### CD（初回生産限定盤A - B, CD ONLY）
CD
1. Ambitious! 有點野心也不錯
（作詞・作曲：淳君 編曲：湯浅公一）
2. 我與你。（わたしがついてる。）
（作詞・作曲：淳君  編曲：鈴木俊介）
3. Ambitious! 有點野心也不錯(Instrumental)

### DVD（初回生産限定盤A）
早安少女組。Concert Tour 2006春 ～Rainbow Seven～
1. SEXY BOY ～依偎著微風～
2. 成為永遠有藍天的未來吧!
3. 成員感想